# Love and Game
Pour plus de détails, voir Fiche technique et Distribution.
Love and Game (Just Wright) est un film américain réalisé par Sanaa Hamri et sorti en 2010. 
Cette comédie sentimentale raconte l'histoire d'une kinésithérapeute qui tombe amoureuse d'un joueur professionnel de basket-ball, avec Common et Queen Latifah en vedette.

## Synopsis
Alors qu'elle l'aide à retrouver la forme, une femme kinésithérapeute, tombe amoureuse d'un joueur de basket dont la carrière est brutalement menacée, et dont la femme est sa cousine. 

## Fiche technique
- Titre : Love and Game
- Titre original : Just Wright
- Réalisation : Sanaa Hamri
- Scénario : Michael Elliot
- Musique : Lisa Coleman et Wendy Melvoin
- Photographie : Terry Stacey
- Montage : Melissa Kent
- Production : Debra Martin Chase, Shakim Compere et Queen Latifah
- Société de production : Fox Searchlight Pictures, Flavor Unit Entertainment et Dune Entertainment
- Société de distribution : 20th Century Fox (France) et Fox Searchlight Pictures (États-Unis)
- Pays :  États-Unis
- Genre : Comédie romantique
- Durée : 101 minutes
- Dates de sortie : 
  - États-Unis : 14 mai 2010
  - France : 10 mai 2011

## Distribution
- Queen Latifah (V.Q. : Sophie Faucher) : Leslie Wright
- Common (V.Q. : Gilbert Lachance) : Scott McKnight
- Paula Patton (V.Q. : Pascale Montreuil) : Morgan Alexander
- Phylicia Rashad : Janice McKnight
- James Pickens Jr. (V.Q. : Aubert Pallascio) : Lloyd Wright
- Pam Grier (V.Q. : Claudine Chatel) : Ella Wright
- Mehcad Brooks : Angelo Bembrey
- Laz Alonso : Mark Matthews
- Michael Landes (V.Q. : Antoine Durand) : Nelson Kaplan
- Dwyane Wade : lui-même
- Dwight Howard : lui-même
- Mike Fratello : lui-même
- Stan Van Gundy : lui-même
- Kenny Smith : lui-même
- Marv Albert : lui-même
- Rashard Lewis : lui-même
- Rajon Rondo : lui-même
- Stuart Scott : lui-même
- Bobby Simmons : lui-même
- Elton Brand : lui-même
- Jalen Rose (V.Q. : Tristan Harvey) : lui-même
- LeBron James : lui-même
- Mike Golic : lui-même
- Doris Burke : elle-même
- Mike Greenberg (V.Q. : Tristan Harvey) : lui-même
- Peter Hermann : Dr Taylor
- Leo Allen : Paul
- Terence Blanchard : Jazz Musician
- John Legend : lui-même

Source et légende : Version québécoise (V.Q.) sur Doublage Québec.